# Amanecer a la vida
Amanecer a la vida es una película dramática venezolana de 1950 dirigida por Fernando Cortés y protagonizada por Susana Guízar, Luis Salazar y Néstor Zavarce.

## Elenco
- Susana Guízar
- Luis Salazar
- Néstor Zavarce
- Tomás Henríquez
- Jorge Reyes
- Helvia Hazz de Zapata
- León Bravo
- Leopoldo Álvarez
- David Peraza
- Olga Corser
- Herminia de Martucci
- Berta Moncayo
- Jorge Tuero
- Pablo Antillano
- María García
- Josefina Briseño
- Gilberto Pinto
- Eva y Miguel como Pareja de Baile